# Alfred-Wegener-Institut

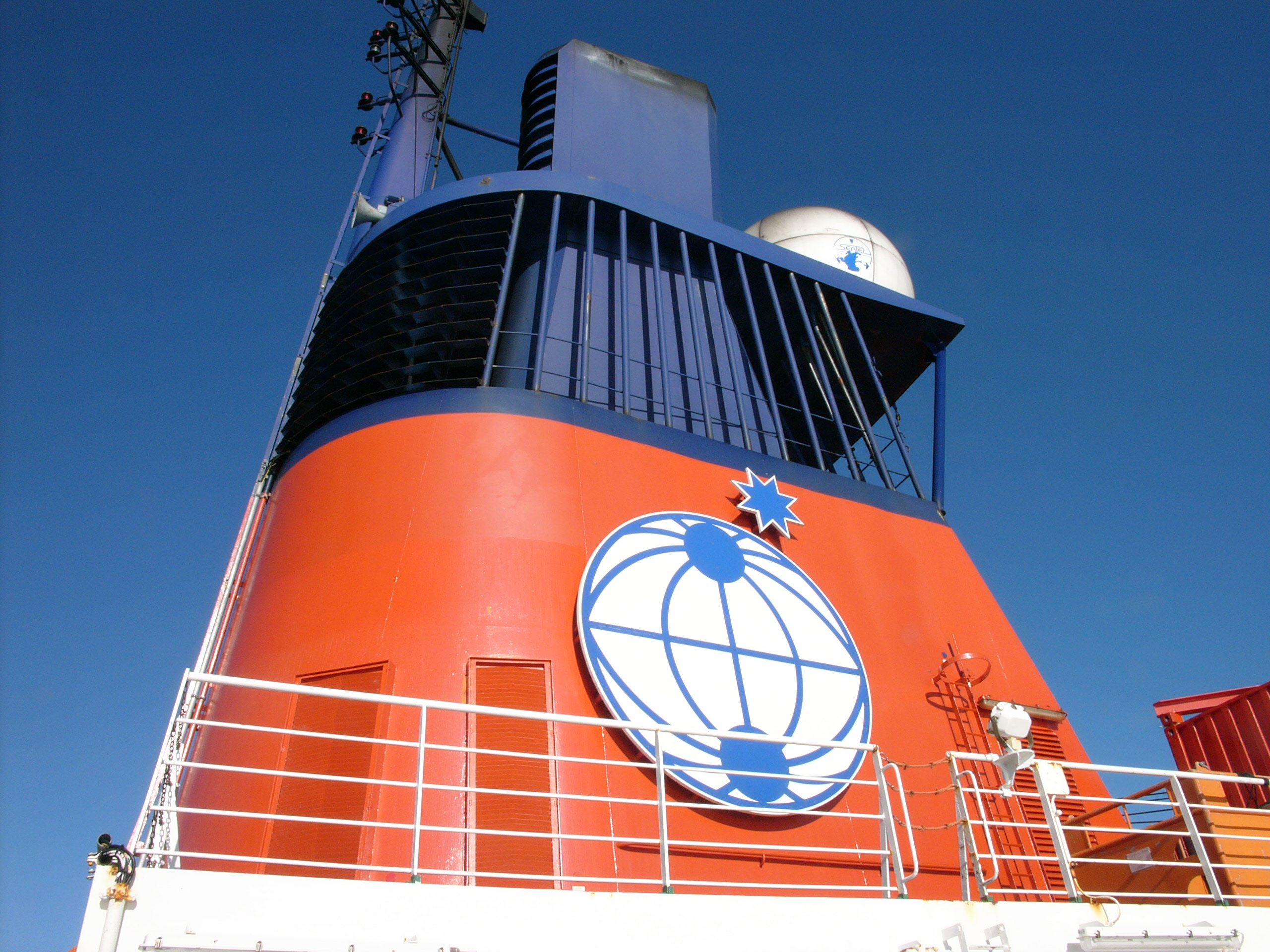
Altes Emblem

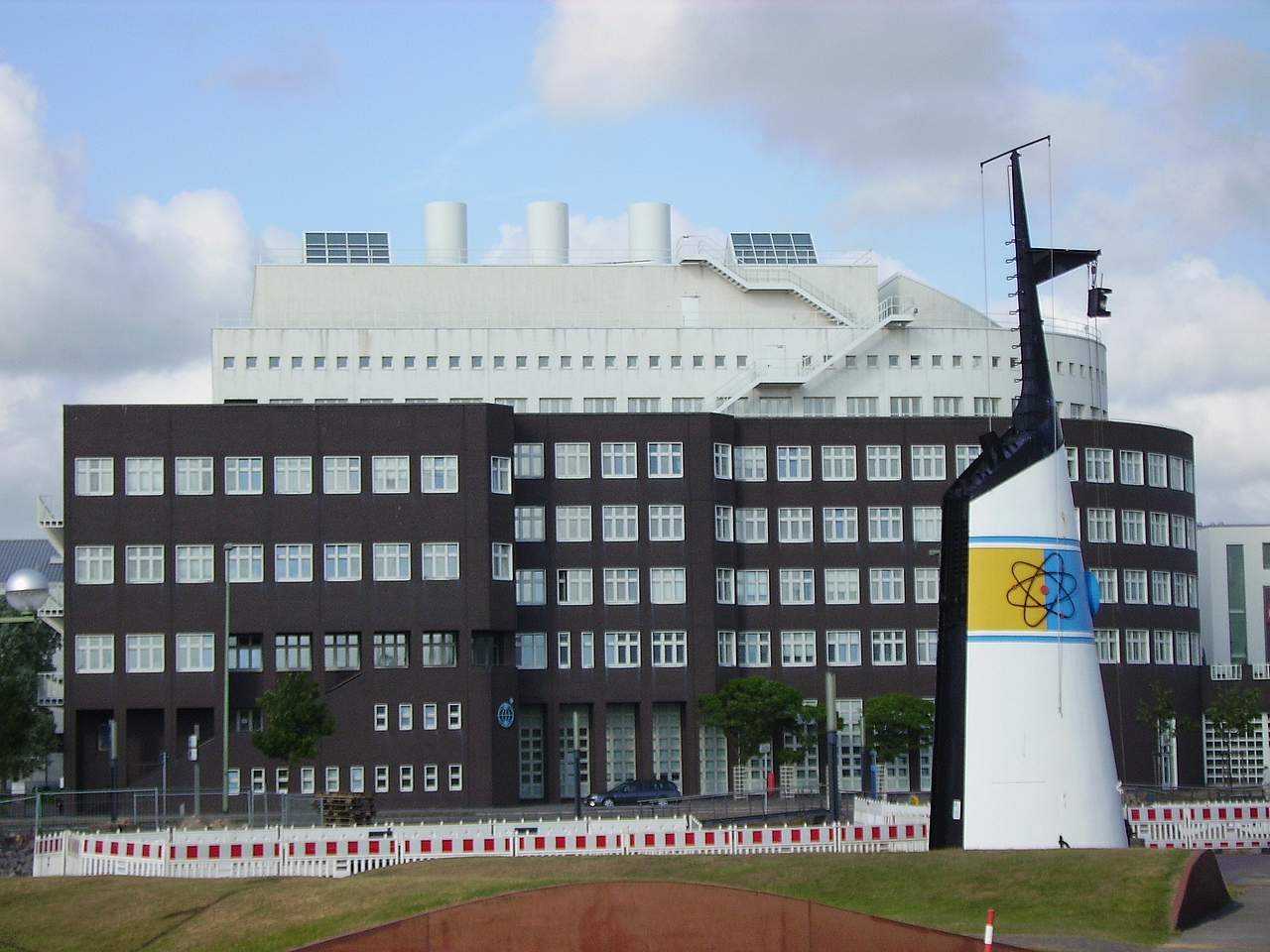
Alfred-Wegener-Institut, Gebäude von Oswald Mathias Ungers (1984)

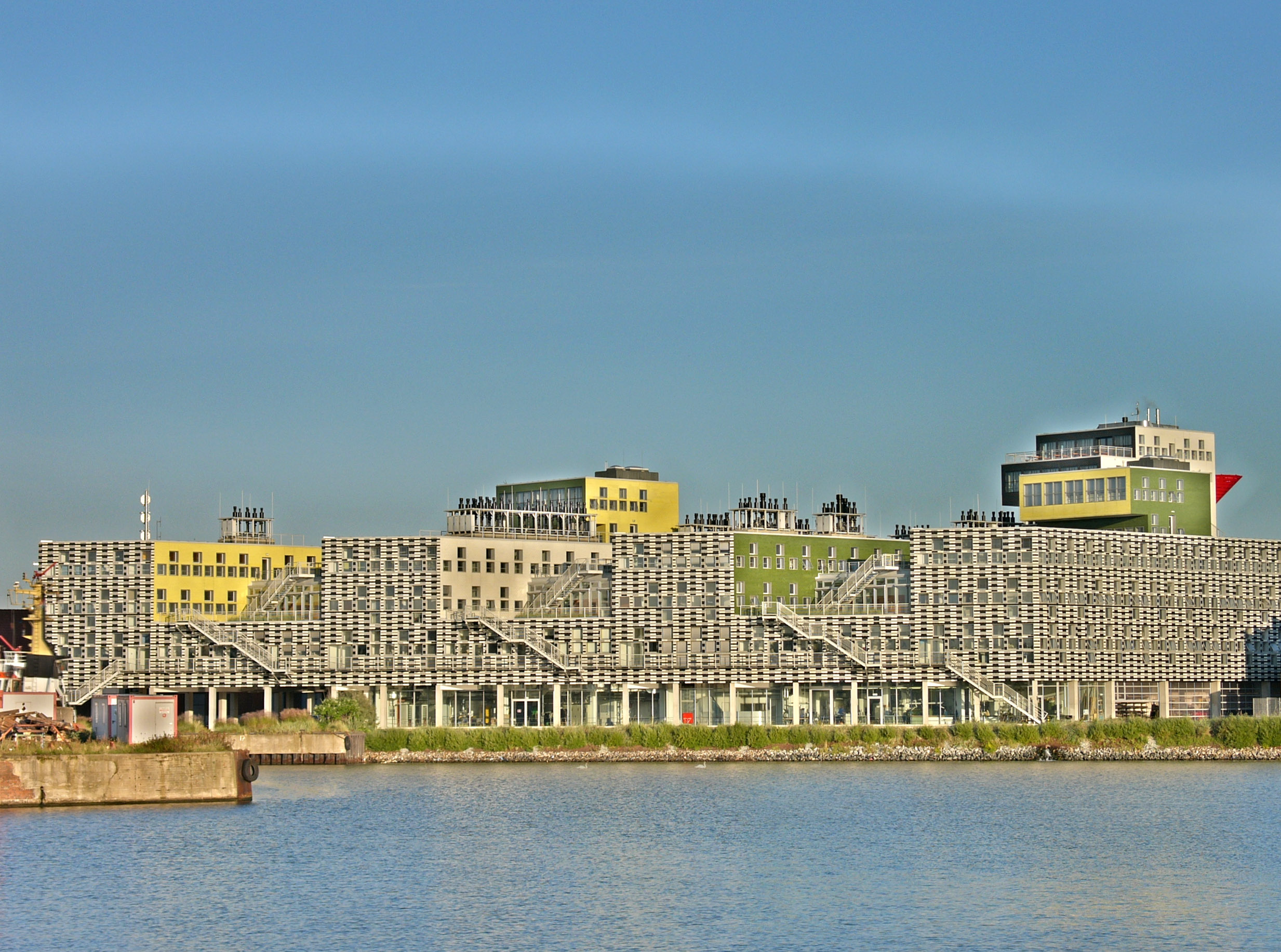
Erweiterungsbau von Steidle & Partner (2004) in Bremerhaven

Das Alfred-Wegener-Institut, Helmholtz-Zentrum für Polar- und Meeresforschung (Alfred-Wegener-Institut – AWI) ist ein international anerkanntes Forschungsinstitut in Bremerhaven, das sich auf die Erforschung der Polargebiete und der sie umgebenen Meere spezialisiert hat. Als eine von weltweit wenigen wissenschaftlichen Einrichtungen befasst es sich sowohl mit der Arktis als auch der Antarktis. Es hat in der deutschen Polarforschung eine koordinierende Rolle und befasst sich auch mit der Nordsee und den deutschen Küstenregionen. Aufgrund seiner wissenschaftlichen Ausstattung ist es in der Lage, viele Bereiche des Erdsystems von der Erdatmosphäre bis zum Ozeanboden in ihre Forschung einzubeziehen. Dabei rückt zunehmend das globale Klimageschehen in den Mittelpunkt der wissenschaftlichen Forschungsarbeit. Das Institut wurde 1980 als Stiftung des öffentlichen Rechts gegründet und ist Mitglied der Helmholtz-Gemeinschaft Deutscher Forschungszentren. Heute arbeiten an vier Standorten rund 1000 Mitarbeiter. Das Institut ist nach dem deutschen Polarforscher und Geowissenschaftler Alfred Wegener benannt. Nach dem Geschäftsbericht von 2022 beträgt das Budget 202,9 Millionen Euro.

## Arbeit
Die Erkundung der Polarregionen, deren geologischen Aufbau, Struktur und Einordnung in die Erdgeschichte mittels Seismologie und Seismik sind ebenso Gegenstand der Forschung wie Klimaforschung, Meeresbiologie und Meeresgeologie.
Dazu betreibt das Institut meeres- und polarwissenschaftliche Forschung in der Arktis, Antarktis und auch in gemäßigten Breiten. In der Antarktis stehen das Dallmann-Labor und die Kohnen-Station, wo im Sommer im Rahmen des internationalen EPICA-Projektes Eisbohrungen vorgenommen wurden. Das bislang älteste gefundene Eis ist etwa 900.000 Jahre alt. In Ny-Ålesund auf Spitzbergen unterhält das AWI gemeinsam mit dem französischen Polarforschungsinstitut die AWIPEV-Forschungsbasis, bestehend aus der deutschen Koldewey-Station und der französischen Rabot-Station. Seit 1998 nutzt das Institut gemeinsam mit russischen Partnern die Forschungsstation „Insel Samoilow“ in der russischen Arktis für seine Permafrostforschung. Die Neumayer-Station II auf dem polaren Südkontinent Antarktis war eine ganzjährig besetzte Forschungsstation mit den Forschungsgebieten Geophysik, Meteorologie und Luftchemie. Sie besteht aus zwei parallel verlaufenden Stahlröhren (ca. 100 Meter lang mit acht Meter Durchmesser), in der beheizte (Wohn/Arbeits)-Container aneinandergereiht sind. In den oberen zehn Metern einer 200 Meter dicken Schelfeisplatte liegen die Röhren vergraben. Der 1982 in Dienst gestellte Eisbrecher Polarstern versorgt die Stationen und ist selbst ein schwimmendes Forschungslabor. Seit Juni 2008 betreut das Institut das World Radiation Monitoring Center. Seit 20. Februar 2009 ist die Neumayer-Station III als Nachfolgerin der Neumayer-Station II in Betrieb.

### Geowissenschaften
Der Fachbereich Geowissenschaften (Bremerhaven, Potsdam und Sylt) untersucht, wie die Prozesse der Erde die Entwicklung des Klimas geprägt haben. Dazu wird der Sedimentaufbau der Ozeane untersucht genauso wie terrestrische Ablagerungen in den Eiskappen der Pole. Erforscht werden die Zusammensetzung und Verteilung der marinen Sedimente, die Stoff- und Energieflüsse in Dauerfrostgebieten und die Struktur und Veränderung der Erdkruste und der polaren Eisschilde.

### Biowissenschaften
Der Fachbereich Biowissenschaften bearbeitet ökologische, physiologische und ökotoxikologische Fragestellungen. Das AWI konzentriert sich dabei auf die Polarregionen sowie die Schelf- und Küstenregionen der Nordsee. In den letzten Jahren sind neben der Forschung an Kaltwasserkorallen auch Untersuchungen an tropischen Korallenriffen durchgeführt worden. Zentrale Themen umfassen die Reaktionen von Zellen, Organismen, Populationen und Gemeinschaften auf externe Einflüsse und die Organisation und Dynamik von Populationen, Gemeinschaften und Ökosystemen. Die Biowissenschaften des AWI arbeiten deshalb sowohl auf der Aut-Okologischen, wie makroökologischen Ebene.
Sie haben eine Arbeitsstelle für Diatomeen-Forschung, die auf Friedrich Hustedt und seine Sammlung zurückgeht.

### Klimawissenschaften
Im Fachbereich Klimawissenschaften untersucht das AWI die physikalischen und chemischen Vorgänge im System Ozean-Eis-Atmosphäre und ihre Bedeutung für die weltweite Klimaentwicklung. Arbeitsgruppen am Alfred-Wegener-Institut in Bremerhaven und Potsdam befassen sich mit regionalen und großräumigen Änderungen im Klimasystem. Dazu gehören der Einfluss von Wolken und Meereis auf den Energieaustausch zwischen Ozean und Atmosphäre, die Zirkulation von Wassermassen in den Polargebieten, die Untersuchung natürlicher und vom Menschen verursachten Klimaveränderungen sowie die Modellierung des Erdsystems aus der polaren Perspektive.

## Infrastruktur

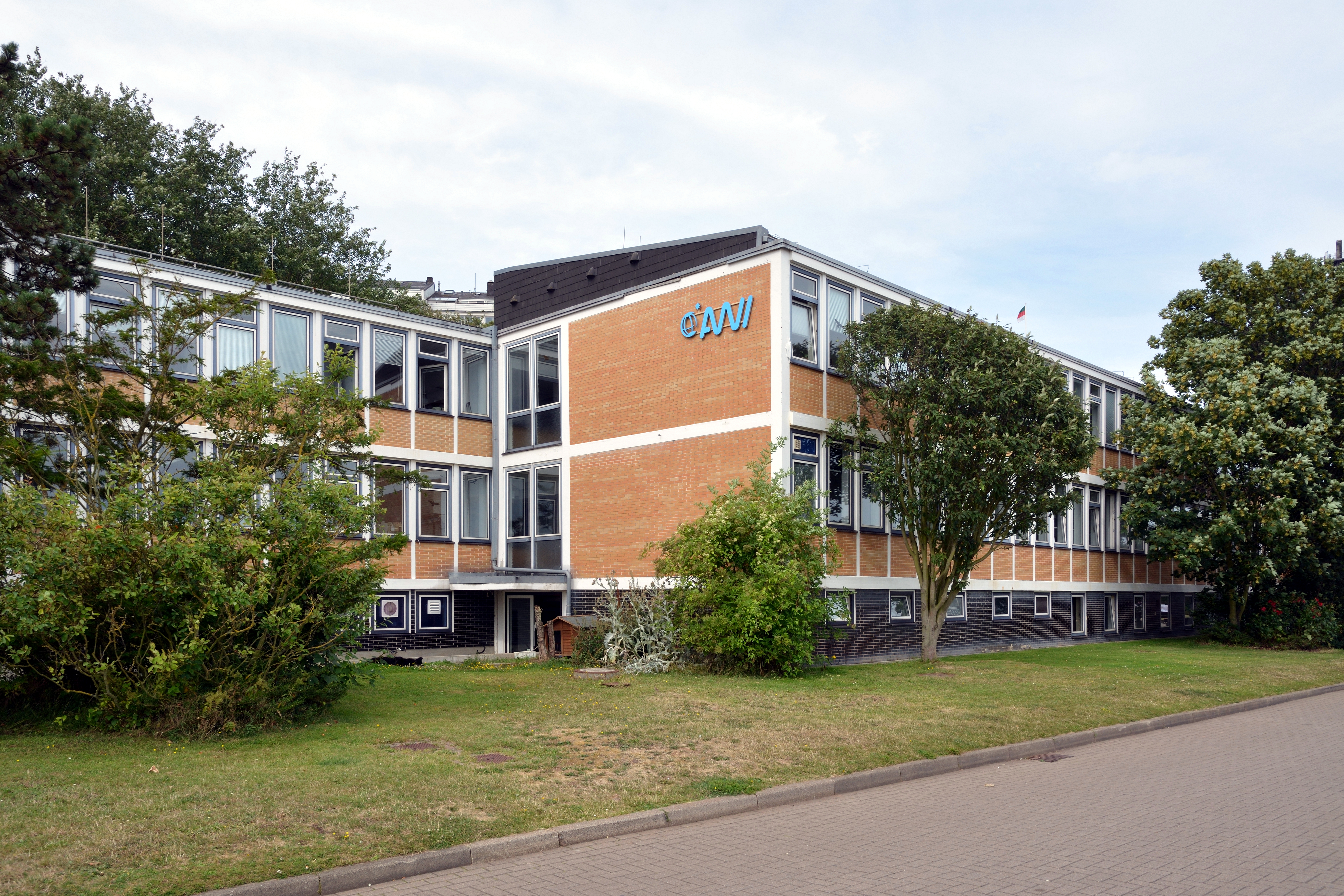
AWI auf Helgoland

### Standorte, Schiffe, Flugzeuge
Sitz des Forschungsinstituts ist Bremerhaven. Neben dem Wegener-Haus „Am Alten Hafen“ gibt es den AWI-Campus mit dem Institutssitz am Handelshafen, den AWI-Campus Bussestraße, den AWI-Campus Klußmannstraße und weitere AWI-Gebäude im Stadtgebiet Bremerhavens. Im Campus Klußmannstraße konnte am 19. Oktober 2023 das neu errichtete Technikum bezogen werden, in dem u. a. neue Geräte getestet und Expeditionen vorbereitet werden können. Das Gebäude trägt den Namen Rasmus-Willumsen-Haus nach einem Wegbegleiter Wegeners auf Grönland.
Weitere Standorte sind
- die AWI-Forschungsstelle Potsdam im Wissenschaftspark Albert Einstein auf dem Telegrafenberg, hier stehen geowissenschaftliche Studien in den Periglazialgebieten am Rand der Inlandeise und in Permafrostregionen sowie modellierende und experimentelle Untersuchungen atmosphärischer Prozesse in den Polargebieten im Fokus,
- die Biologische Anstalt Helgoland, hier werden Lebensgemeinschaften in der Nordsee untersucht,
- die Wattenmeerstation in List auf Sylt und
- in Oldenburg in Kooperation mit der dortigen Universität.

Forschungsschiffe des Instituts sind die Polarstern, die Heincke, die Uthörn, die Mya II und die Aade.

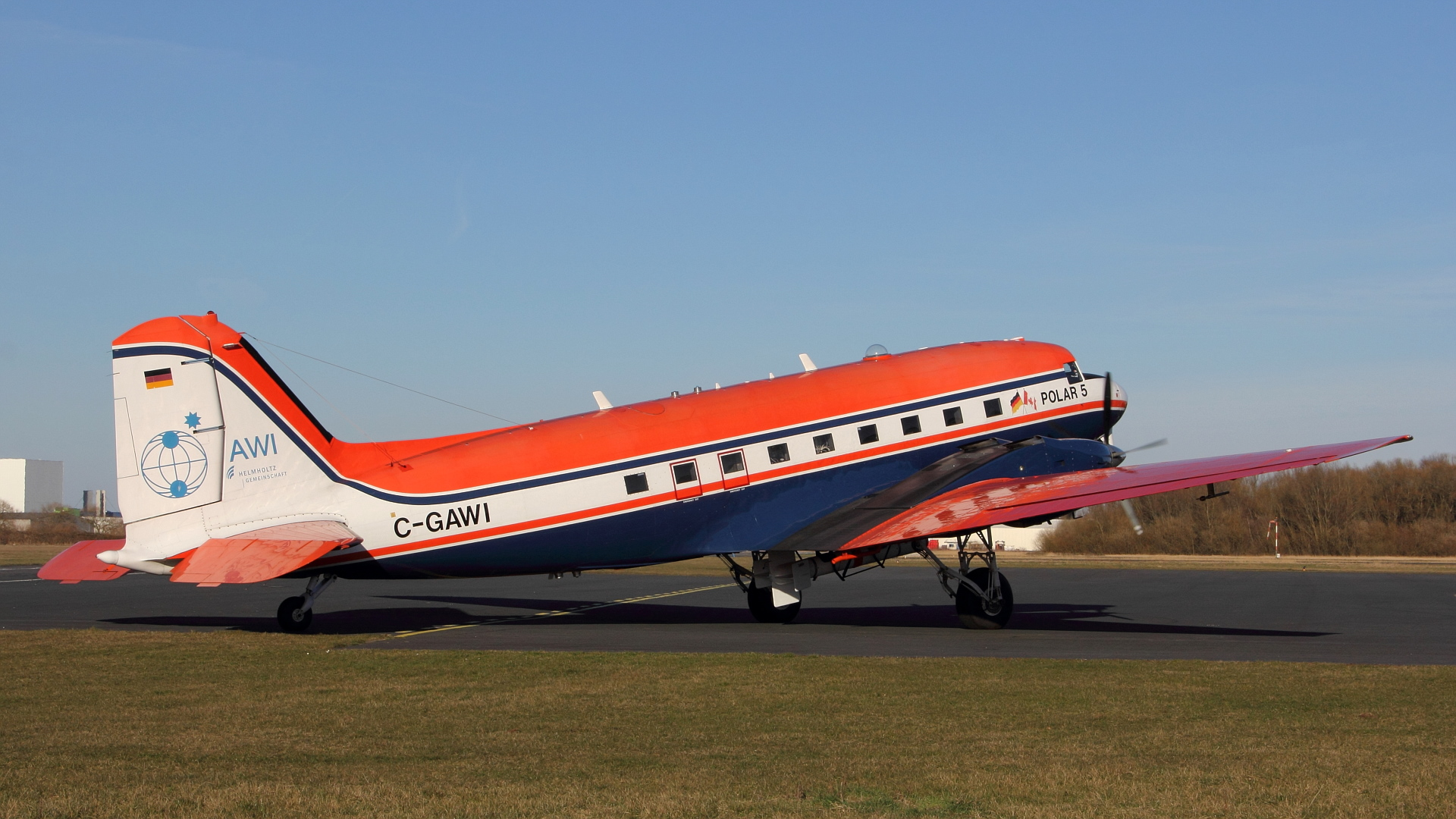
Polar 5 (C-GAWI)

Weiterhin unterhält das AWI zwei Flugzeuge (Polar 5 und Polar 6) vom Typ Basler BT-67, einer modifizierten Version der Douglas DC-3.
Das Alfred-Wegener-Institut unterhält die Forschungsstationen Neumayer-Station III in der Antarktis (Vorgängerstationen: Georg-von-Neumayer-Station und Neumayer-Station II) und ist an der deutsch-französischen AWIPEV-Forschungsbasis (Koldewey-Station) auf Spitzbergen und der russisch-deutschen Forschungsbasis Insel Samoilow im sibirischen Lenadelta beteiligt.

### Finanzierung
Das Institut wird zu 90 Prozent vom Bundesministerium für Bildung und Forschung finanziert. Das Land Bremen, in dem das AWI beheimatet ist, finanziert 8 Prozent, die Länder Brandenburg und Schleswig-Holstein je 1 Prozent. Das AWI hatte 2012 einen Etat von rund 107 Millionen Euro, der sich bis 2019 auf 140 Millionen Euro steigerte.

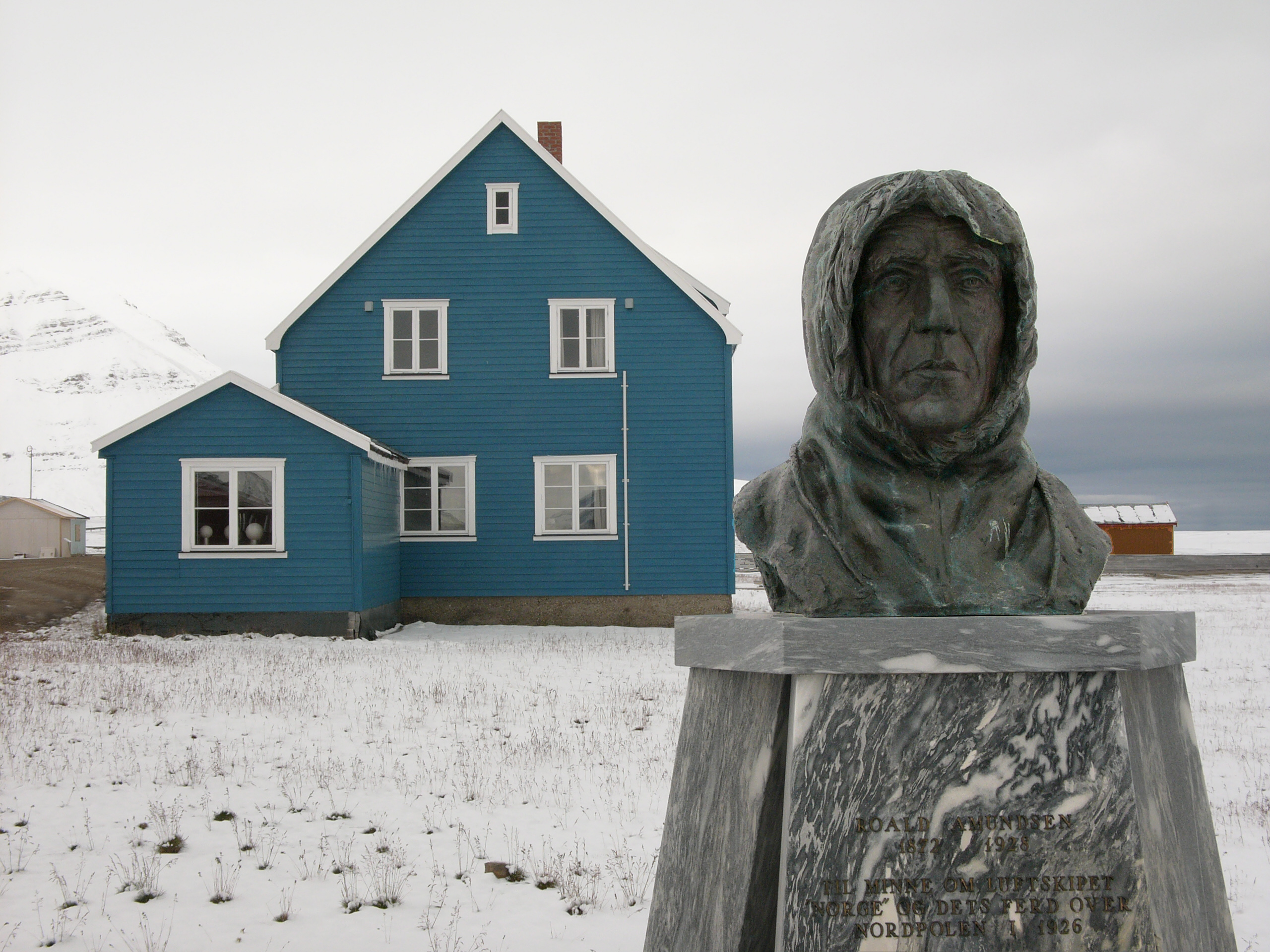
Das Gebäude des Instituts in Ny-Ålesund, mit einer Büste des norwegischen Polarforschers Roald Amundsen

### Biologische Anstalt Helgoland
Forschungsziel der Biologischen Anstalt Helgoland ist es, das komplexe Ökosystem in Flachmeeren zu untersuchen und die ökologischen Wechselbeziehungen zu verstehen. Seit den 1960er Jahren werden ökologische Langzeituntersuchungen durchgeführt, die heute dazu genutzt werden, Veränderungen im Ökosystem über einen langen Zeitraum hinweg zu beobachten und zu beurteilen. So können durch diese regelmäßige Bestandsaufnahme von Planktonarten Änderungen im Ökosystem erkannt werden.
Ein zweiter Schwerpunkt der Biologischen Anstalt Helgoland besteht darin, gemeinsam mit den ortsansässigen Fischern den Bestand des Helgoländer Hummers wieder aufzustocken, indem im Labor Hummerlarven und Junghummer gezüchtet und erforscht werden.
Ein weiterer Forschungsschwerpunkt sind die marinen Naturstoffe, die in enger Zusammenarbeit mit Industriepartnern untersucht werden.
An die Anstalt ist das Zentrum für Wissenschaftliches Tauchen – AWI Center for Scientific Diving (AWI-CSD) angegliedert.

### Digitale Forschungsinfrastruktur
Das Alfred-Wegener-Institut betreibt gemeinsam mit dem Zentrum für Marine Umweltwissenschaften (Marum) PANGAEA, eine Forschungsdateninfrastruktur für das Forschungsdatenmanagement der meeres- und polarwissenschaftlichen Forschung.
Darunter ist die Online-Wissensplattform Meereisportal zum Thema Meereis in den Polargebieten der Arktis und Antarktis. Es vermittelt allgemeinverständlich aufbereitetes Hintergrundwissen, tagesaktuelle Meereiskarten sowie interaktive Grafiken und Animationen.

## HIGHSEA
HIGH school of Science & Education @ the AWI, kurz HIGHSEA, ist ein Unterrichtsprojekt in Kooperation des Alfred-Wegener-Instituts mit den Bremerhavener Schulbehörden und wurde 2001 als Teil des naturwissenschaftlichen Zentrums Science & Education @ the AWI (SEA) ins Leben gerufen.
In dem Unterrichtsprojekt bereiten sich Schüler der 10.–12. Jahrgangsstufe an Gymnasien über drei Jahre auf das Abitur vor und erarbeiten sich während der gesamten Zeit forschend und experimentell Unterrichtsgegenstände. Dabei unterstützen AWI-Wissenschaftler die Unterrichtsgestaltung der freigestellten Biologie-, Chemie-, Physik-, Mathematik- und Englischlehrer in Form des Teamteaching und gewährleisten eine enge Anknüpfung des Unterrichts an laufende Projekte des Instituts. Für den Unterricht stellt das Alfred-Wegener-Institut zweimal die Woche ein extra Gebäudeteil mit Laboren, Unterrichtsräumen und Büros zur Verfügung.
Die Laufzeit des Unterrichtprojekts ist zeitlich nicht begrenzt und wird durch die Universität Duisburg-Essen extern evaluiert. In der Anfangsphase wurde das Projekt aus Mitteln des Impuls- und Vernetzungsfonds des Präsidenten der Helmholtz-Gemeinschaft Deutscher Forschungszentren gefördert. Des Weiteren wurde das Projekt 2006 mit dem NaT-Working Preis der Robert Bosch Stiftung ausgezeichnet.
Forschungsfahrten
Jeder HIGHSEA-Jahrgang fährt einmal während seiner Zeit am AWI auf Expedition. Dies beinhaltet die Gewinnung von Sponsoren und eine wissenschaftliche Fahrtplanung mit Forschungsschwerpunkt. Bislang führten die Expeditionen nach Spitzbergen, Grönland, Island und zu den Seebergen vor Madeira. Um die anfallenden Kosten zu decken, wurde 2010 der Verein Sea Networks e. V. von ehemaligen HIGHSEA-Schülern gegründet. Der Verein hat das Ziel, kommende HIGHSEA-Jahrgänge bei ihren Forschungsfahrten zu unterstützen. Unter anderem soll dafür ein Großsegler des Vereins zur Verfügung stehen.

## Geschichte
Das AWI wurde 1980 im Zuge des deutschen Beitritts zum Antarktisvertrag gegründet. Anfangs wurde nur eine Handvoll Mitarbeiter beschäftigt, während das AWI heute 920 Forscher, Techniker und Verwaltungsangestellte an den unterschiedlichen Standorten einsetzt. Initiator und Gründungsdirektor war Gotthilf Hempel. Hempel gründete 11 Jahre später das Leibniz-Zentrum für Marine Tropenökologie in Bremen. Das ZMT stellt in vielen Bereichen das tropen-biologische Äquivalent zum AWI dar.
Politischer Hintergrund der relativ guten finanziellen Ausstattung war die Idee, Rohstoffressourcen in den Polarregionen zu finden, um sich vom Öl aus dem Nahen Osten unabhängig zu machen. Das AWI emanzipierte sich jedoch schnell von diesem Forschungsziel und baute seine biologische Polarforschung aus. Noch bevor der Klimawandel ein Medienthema war, untersuchte der Geophysiker Albrecht Müller 1985 die Auswirkungen des Klimas auf die Antarktis. 1981 wurde die erste Forschungsstation in der Antarktis errichtet.
Im Jahr 1986 wurde in Bremerhaven-Mitte beim Alten Hafen das damalige Hauptgebäude des AWI nach Plänen des Architekten Oswald Mathias Ungers fertiggestellt. Im Jahr 2004 wurde der Hauptstandort an die Fischereihafenschleuse verlegt. Den Neubau „Am Handelshafen“ hat der Architekt Otto Steidle entworfen.
Die bisherigen Liegenschaften des AWI-Campus wurden durch den Bau des Technikums, das ehemalige Verwaltungsgebäude der „Deutschen See“ sowie durch das ehemalige Verwaltungsgebäude der Nordsee GmbH erweitert. Im Jahr 2023 bezogen Klimaforscher des AWI den neuen Klimacampus in der Klußmannstr. in der Nähe des ehemaligen Bahnhofs Geestemünde.
Am 24. Februar 1985 schossen Terroristen der Frente Polisario ein Forschungsflugzeug des Institutes vom Typ Dornier 228-100 (Luftfahrzeugkennzeichen D-IGVN) auf dem Rückweg aus der Antarktis ab. Bei diesem Abschuss über der Westsahara kamen der Pilot Herbert Hampel, der Copilot Richard Möbius und der Mechaniker Josef Schmid ums Leben (siehe auch Abschuss der Polar 3).
Im Jahre 2020 feierte das AWI 40-jähriges Bestehen.
Direktoren/Direktorinnen
- Gotthilf Hempel (1981 bis 1992)
- Max Tilzer (1992 bis 1997)
- Jörn Thiede (1997 bis 2007)
- Karin Lochte (2007 bis 2017)
- Antje Boetius (2017 bis 2025)
- Maarten Boersma (kommissarisch seit 2025)

## Mitgliedschaften
- Deutsche Allianz für Meeresforschung
- Deutsches Klima-Konsortium

## Sonstiges
Die Arbeitsgruppe Ozeanische Akustik des AWI unterstützte die Produktion des Hörspiels In darkness let me dwell – Lieder aus der Finsternis des Duos Merzouga („Hörspiel des Monats“ Dezember 2016). Es befasst sich mit dem Auslaufen des Forschungsschiffs Polarstern des AWI in die Antarktis im Jahr 2016, dem hundertjährigen Jubiläum der gescheiterten Endurance-Expedition Ernest Shackletons und verschränkt die beiden Ereignisse.